# Крылья Советов-2 (футбольный клуб)
«Крылья Советов-2» — российский футбольный клуб из Самары, фарм-клуб «Крылья Советов».

## История
Вторая команда клуба (дублирующий состав) «Крылья Советов»-2 в сезоне-2000 участвовала в первенстве зоны «Поволжье» второго дивизиона.
В 2001 году был создан турнир дублёров для команд высшего дивизиона, где стал играть дублирующий состав самарской команды (с 2008 года турнир дублёров был преобразован в молодёжное первенство России). Кроме того, в 2011 году была создана команда «Крылья Советов-2» для участия в первенстве Самарской области.
В сезоне-2017/18, который основная команда провела в Первенстве ФНЛ, в группе «Урал-Приволжье» Первенства ПФЛ участвовала команда «Крылья Советов-2». Аналогичная ситуация произошла в сезоне-2020/21: после вылета «Крыльев Советов» из Премьер-лиги, в Первенство ПФЛ (группу 4) заявилась команда «Крылья Советов-2», которая была образована на базе состава команды-участницы молодёжного первенства.
27 января 2024 года «Крылья Советов» объявили о возрождении второй команды для создания целостной системы подготовки футболистов.

## Статистика выступлений
| Сезон   | Турнир                           | Место    | И  | В  | Н  | П  | Мячи    | О  |
| ------- | -------------------------------- | -------- | -- | -- | -- | -- | ------- | -- |
| 2000    | Второй дивизион, «Поволжье»      | 17 из 18 | 34 | 6  | 4  | 24 | 25 — 80 | 22 |
| 2017/18 | Первенство ПФЛ, «Урал-Приволжье» | 13 из 13 | 24 | 3  | 2  | 19 | 15 — 63 | 11 |
| 2020/21 | Первенство ПФЛ, Группа 4         | 14 из 15 | 28 | 3  | 3  | 22 | 25 — 63 | 12 |
| 2024    | Вторая лига "Б", Группа 4        | 6 из 14  | 26 | 10 | 10 | 6  | 34 — 28 | 40 |
| 2025    | Вторая лига "Б", Группа 4        | 9 из 14  | 11 | 3  | 5  | 3  | 13 — 13 | 14 |

## Главные тренеры
- Успенский, Сергей Николаевич (2000)[6]
- Казаков, Владимир Валерьевич (2017—2018)
- Кухлевский, Владимир Александрович (2020—2021)
- Шуков, Дмитрий Владиславович (2024—н. в.)

## Стадион
Домашние матчи проводила на стадионе «Металлург», до переезда главной команды на «Самару Арену» играла на втором и третьем полях.